# Lalmonirhat Sadar
Lalmonirhat Sadar è un sottodistretto (upazila) del Bangladesh situato nel distretto di Lalmonirhat, divisione di Rangpur. Si estende su una superficie di 259,54 km² e conta una popolazione di 1.256.099  abitanti (censimento 2011).